# Cortrat
Cortrat – miejscowość i gmina we Francji, w Regionie Centralnym, w departamencie Loiret.
Według danych na rok 1990 gminę zamieszkiwało 78 osób, a gęstość zaludnienia wynosiła 7 osób/km² (wśród 1842 gmin Regionu Centralnego Cortrat plasuje się na 1050. miejscu pod względem liczby ludności, natomiast pod względem powierzchni na miejscu 1091.).